# Gare de Gourdon
Gare de Gourdon – stacja kolejowa w Gourdon, w departamencie Lot, w regionie Oksytania, we Francji.
Jest stacją Société nationale des chemins de fer français (SNCF), obsługiwaną przez pociągi Intercités, TER Limousin i TER Midi-Pyrénées.